# Zak Kostópoulos
Le texte peut changer fréquemment, n’est peut-être pas à jour et peut manquer de recul. 
Le titre et la description de l'acte concerné reposent sur la qualification juridique retenue lors de la rédaction de l'article et peuvent évoluer en même temps que celle-ci.
Zacharías "Zak" Kostópoulos, en grec moderne : Ζαχαρίας "Ζακ" Κωστόπουλος (né en 1985, mort le 21 septembre 2018), est un militant greco-américain, défendant les droits des personnes LGBT, des séropositifs, des travailleurs du sexe et des réfugiés et un drag performer connu sous le nom de Zackie Oh. Il est tué le 21 septembre 2018 près de la place Omónia, au centre d'Athènes. Le procès concernant sa mort s'est tenu du 21 octobre 2021 au 3 mai 2022. 

## Biographie
Zak Kostópoulos naît le 22 août 1985 aux États-Unis, d'un couple d'immigrés grecs. Il rentre en Grèce à l'âge de sept ans,.
Après des études de théâtre et de marketing, il travaille en tant qu'éducateur spécialisé en VIH et de santé sexuelle, au Check Point d'Athènes, un centre de prévention du VIH. Il contribue également, bénévolement, à Positive Voice, l'association des personnes séropositives de Grèce, tout en écrivant des articles sur Internet et dans les journaux sur des sujets liées aux droits de l'homme, à la sexualité et au VIH. Il lutte notamment contre la stigmatisation des personnes séropositives. Il est également pendant un temps le président de l'association Communauté homosexuelle et lesbienne de Grèce (OLKE). Lors des élections municipales de 2014, il est candidat au poste de conseiller municipal d'Athènes avec la coalition P.N. OIKA. Lors de ses dernières années, il participe à des spectacles de drag queens à Athènes sous le pseudonyme de Zackie Oh. En 2017, il interprète Disco Inferno à la fin de la marche des fiertés d'Athènes. Zak Kostópoulos explique avoir essuyé à plusieurs reprises des insultes et des tentatives de violence physique motivées par l'homophobie lorsqu'il marchait dans les rues d'Athènes en drag queen ou maquillé. Il dit se sentir davantage en sécurité dans les quartiers habités par des étrangers et des migrants, ses attaquants ayant toujours été des hommes grecs.

## Décès
Le 21 septembre 2018, dans l'après-midi, alors qu'il se rend dans une bijouterie située près de la place Omónia au centre d'Athènes, Zak Kostópoulos est enfermé dans la boutique de luxe par le propriétaire, qui le passe à tabac avec l'aide d'un complice. Des passants portent eux aussi quelques coups. D'autres assistent à la scène ou la filment. Un motocycliste dont le véhicule venait de tomber en panne d'essence dans les parages tente de s'interposer sans succès. Huit policiers arrivés sur les lieux frappent Zak Kostópoulos à coups de matraque, lui écrasent la poitrine et le menottent. Quatre le poursuivent hors de la boutique et le frappent. Zak Kostópoulos est déclaré mort à son arrivée à l'hôpital, le 21 septembre 2018. Les autorités ne protègent pas l'accès à la scène du crime.

## Procès des agresseurs
Le propriétaire de la joaillerie, son complice et quatre des policiers intervenus sur les lieux sont inculpés. Les mis en cause décrivent une tentative de cambriolage qui a mal tourné, tandis que les proches de la victime invoquent un crime haineux et homophobe. Dans les premiers temps, les médias grecs reprennent largement cette version, les médias de droite se réjouissant qu'il y ait « un toxicomane de moins, un malade de moins dans les rues d'Athènes ». Le président du syndicat des policiers évoque sur une radio le « danger » représenté par les « drogués » et les « malades ». Mais plusieurs vidéos anonymes mises en ligne sur la tombe numérique de la victime sur Youtube montrent le véritable déroulement des faits. Zak Kostópoulos n'a aucun bijou sur lui en sortant de la boutique. L'autopsie montre qu'il n'était pas sous l'emprise d'une drogue, ni d'un alcool, et qu'il est mort en raison de multiples blessures, la plupart portées à la tête. Un couteau présent sur les lieux ne porte aucune empreinte digitale de Zak. Le procès établit également qu'il n'a opposé aucune résistance aux policiers. 
L'un des deux agresseurs ayant passé Zak à tabac dans la boutique appartient à un groupe d'extrême-droite. 
La mort de Zak Kostópoulos suscite la colère parmi les associations de protection des droits de l'homme et parmi les minorités d'orientation sexuelle et d'identité de genre en Grèce. Les associations de défense des droits de l'homme s'indignent que la scène du crime n'ait pas été protégée, ce qui laissait toute liberté à n'importe qui pour en ôter des preuves compromettantes. Des slogans et des portraits du militant tué sont régulièrement représentés sur des lieux publics d'Athènes avant et pendant le procès, en particulier dans la rue Gladstonos où l'agression a eu lieu. Des pancartes renommant la rue "rue Zackie Oh", en hommage à la victime, y sont affichées. La mère de la victime publie une tribune réclamant justice dans le Huffington Post, tribune reprise par l'ONG Amnesty International,. La famille de la victime embauche l'agence britannique Forensic Architecture, spécialisée dans les affaires de violations des droits de l'homme, en parallèle au procès. Forensic Architecture publie en avril 2019 un rapport accablant pour la justice grecque, qui n'a pas lancé une enquête digne de ce nom et a négligé des informations cruciales enregistrées notamment par les caméras de surveillance de la joaillerie,.
Des manifestations sont organisées à Athènes chaque année pour réclamer justice, avant et pendant le procès,.
Le procès, à peine commencé, est reporté en raison des mesures contre la pandémie de Covid-19. Il s'ouvre finalement un an après, le 21 octobre 2021. La partie civile demande une inculpation pour homicide. L'une des avocates criminelles représentant la famille de la victime met en avant le fait qu'en dépit de l'état de Zak au moment de son interpellation, les policiers l'ont menotté par derrière, ce qui rendait toute tentative de réanimation impossible. La famille de la victime réclame également que l'ensemble des policiers étant intervenus soient mis en cause, et non pas seulement les quatre qui ont poursuivi la victime dans la rue.
Le propriétaire de la boutique, son complice et quatre policiers sont finalement mis en cause, tous au motif d'« avoir infligé des blessures mortelles sans l’intention de donner la mort »,. Magda Fyssas, mère de Pávlos Fýssas, assassiné par des membres du parti néo-nazi Aube Dorée en 2013, est présente lors du procès en signe de soutien à la famille de la victime ; elle est insultée et bousculée par des policiers pendant le procès. Au fil du procès, des parallèles sont établis entre les deux affaires dans la presse.
Le verdict est rendu le 3 mai 2022. Les deux hommes qui ont enfermé Zak dans la bijouterie sont reconnus coupables d'avoir infligés diverses coups et blessures à la victime ayant entraîné la mort. Tous deux écopent d'une peine de 10 ans de prison, transformée en assignation à domicile pour l'un en raison de son âge (plus de 70 ans). Les policiers sont acquittés.
Le verdict soulève l'indignation. Plusieurs manifestations et protestations ont lieu dans le pays contre les peines jugées insuffisantes et contre l'acquittement des policiers,. L'avocate de la famille de la victime apprécie la reconnaissance de la culpabilité des deux premiers agresseurs, mais déplore que la famille de la victime soit laissée « sans justice » en dépit des preuves de la culpabilité des policiers, ce qui perpétue selon elle une longue tradition de violence policière impunie en Grèce. L'ONG Amnesty International s'inquiète du « message d'impunité » que renvoie l'acquittement des policiers. Vangelis Skoufas, membre du parti de gauche SYRIZA, dénonce le fait que le caractère homophobe du meurtre n'a pas été reconnu et la « répression systémique » envers des minorités discriminées que perpétue l'acquittement des policiers. Une manifestation réunit plusieurs milliers de personnes à Athènes pour réclamer justice le soir qui suit le verdict.